# Noctilio
Noctilio là một chi động vật có vú trong họ Noctilionidae, bộ Dơi. Chi này được Linnaeus miêu tả năm 1766. Loài điển hình của chi này là Noctilio americanus Linnaeus, 1766.

## Hình ảnh

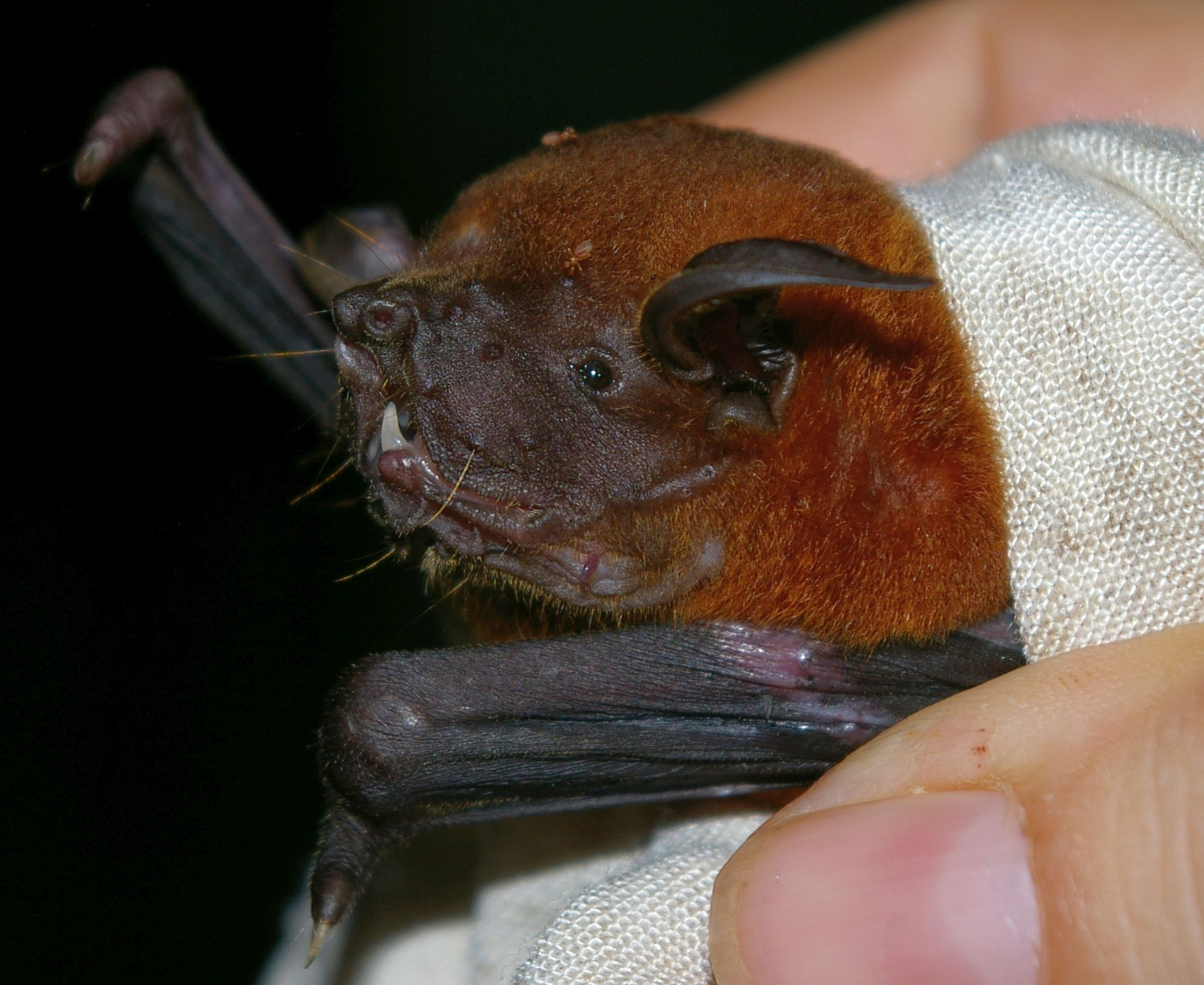

## Các loài
Chi này gồm các loài:
- Chi Noctilio
  - Noctilio leporinus
  - Noctilio albiventris